# Collada de Sant Martí
La Collada de Sant Martí és una collada situada a 1.409 m alt entre els termes comunal dels Banys d'Arles i Palaldà, a l'antic terme de Montalbà dels Banys (Vallespir, Catalunya del Nord) i municipal de Maçanet de Cabrenys (Alt Empordà).
És a l'extrem sud-est del terme, prop del límit amb Reiners, també. És a l'extrem nord del terme de Maçanet de Cabrenys. Queda a ponent del Roc de Fraussa i al nord-est del Roc de la Campana i del Roc de la Sentinella.
Aquesta collada és un lloc de pas habitual en les rutes excursionistes per aquest sector dels Pirineus.